# جیدون سانچو
جیدون ملیک سانچو (انگلیسی: Jadon Malik Sancho؛ زادهٔ ۲۵ مارس ۲۰۰۰) بازیکن فوتبال اهل انگلستان است که در پست وینگر برای باشگاه فوتبال چلسی در لیگ برتر انگلستان بازی می‌کند.
سانچو، اولین قرارداد بزرگسالان خود را با دورتموند در سال ۲۰۱۷ امضا کرد. در فصل دوم خود، خود را به عنوان بازیکن ثابت تیم اول معرفی کرد و در تیم منتخب بوندسلیگا ۲۰۱۹–۲۰۱۸ نام گرفت. پیش از فصل ۲۰۲۰–۲۰۱۹، سانچو اولین جام خود را پس از پیروزی در سوپر جام فوتبال آلمان برابر بایرن مونیخ به دست آورد. او در سال ۲۰۱۹ در جایزه پسر طلایی و جایزه کوپا نایب قهرمان شد. سانچو در سال ۲۰۲۱ به انگلیس بازگشت تا با منچستریونایتد قرارداد امضا کند.

## زندگی شخصی
سانچو با اصالتی ترینیداد و توباگویی در کمبرول، لندن به دنیا آمد. او در کنینگتون در جنوب لندن بزرگ شد. در دورهٔ نوجوانی، طرفدار چلسی، رونالدینیو و فرانک لمپارد بود.

## عملکرد باشگاهی

### دوران آغازین

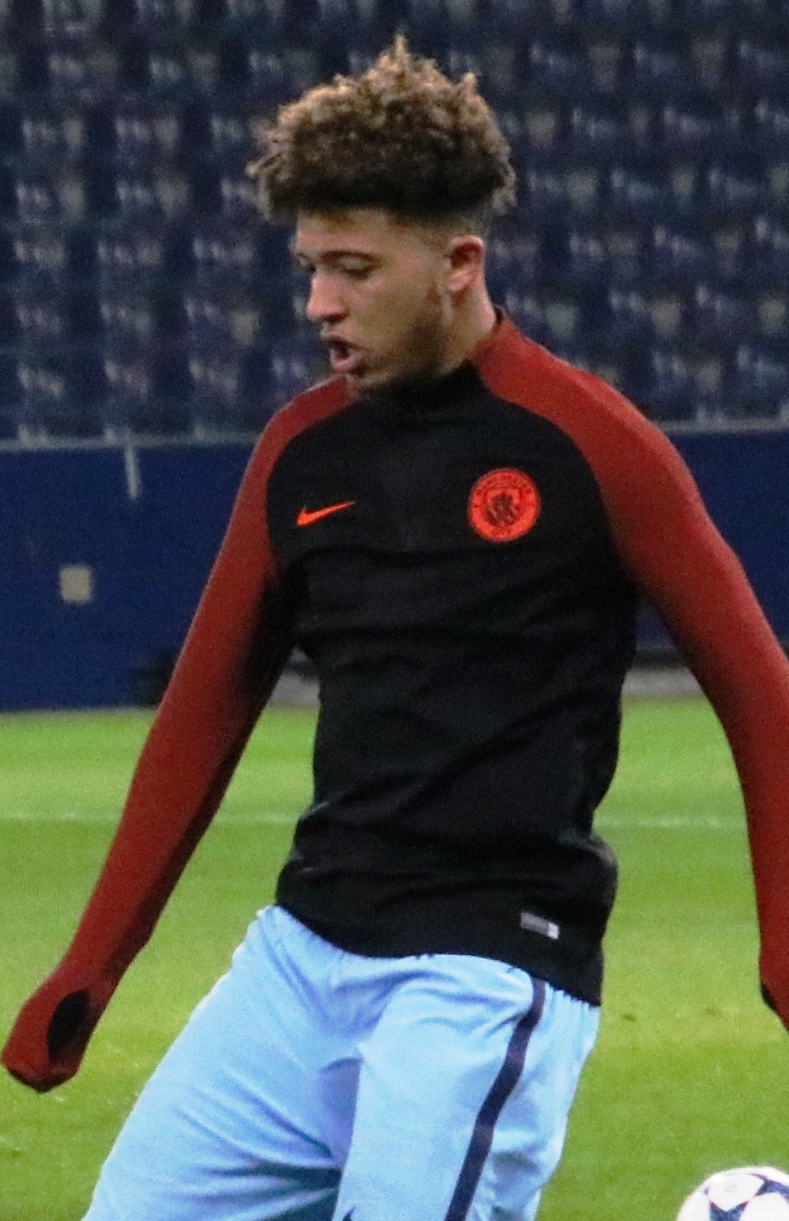
سانچو با منچسترسیتی در سال ۲۰۱۷

سانچو در هفت سالگی به واتفورد پیوست. سانچو به دلیل مشکلات رفت و آمد در سراسر لندن، او به محل اقامتی که توسط واتفورد ارائه شده بود نقل مکان کرد.
او در سن ۱۴ سالگی در مارس ۲۰۱۵ با مبلغ اولیه ۶۶ هزار پوند با آپشن قرارداد، ۵۰۰ هزار پوند تحت برنامه عملکرد بازیکنان نخبه، با منچستر سیتی قرارداد بست. سانچو همچنین در آکادمی منچستر سیتی قرارداد بست و یکی از سه بازیکنی بود که خلدون المبارک (مالک سیتی) در ماه مه ۲۰۱۷ گفت که به سرعت در ترکیب بزرگسالان قرار خواهند گرفت. در ماه جولای، سانچو به دلیل اختلاف بر سر تضمین زمان بازی در قرارداد جدید، از ترکیب اردوهای پیش فصل سیتی حذف شد. متعاقباً گزارش شد که سانچو در تلاش بود تا از باشگاه جدا شود و سانچو در اولین تمرین پس از اردوهای پیش فصل منچسترسیتی حاضر نشد.

### دورتموند
سانچو در ۳۱ اوت ۲۰۱۷ با مبلغی حدود ۸ میلیون پوند با باشگاه بوروسیا دورتموند قرارداد امضا کرد و بلافاصله در ترکیب اصلی تیم قرار گرفت. سانچو اولین بازی خود را برای این باشگاه در برابر آینتراخت فرانکفورت در ۲۱ اکتبر ۲۰۱۷ انجام داد و به عنوان یار تعویضی در ۶ دقیقه مانده به پایان مسابقه وارد زمین شد و اولین بازیکن انگلیسی شد که در بوندسلیگا برای دورتموند بازی می‌کند. او اولین گل حرفه‌ای خود را در فوتبال و اولین گل خود را برای دورتموند را در ۲۱ آوریل ۲۰۱۷ به ثمر رساند. این گل در پیروزی ۴–۰ مقابل بایرلورکوزن در بوندسلیگا بود و او همچنین دو پاس‌گل در همین مسابقه داد.
سانچو با امضای قراردادی جدید در سال ۲۰۱۷ و حفظ او تا سال ۲۰۲۲ در این باشگاه، اکتبر ۲۰۱۸ موفقیتی را تجربه کرد و به عنوان بهترین بازیکن ماه بوندسلیگا انتخاب شد و تنها در سه بازی لیگ سه گل و یک پاس گل ثبت کرد. یکی از گل‌های او در این ماه، دو گل او در تساوی مقابل هرتابرلین بود که باعث شد او به اولین بازیکن متولد دهه ۲۰۰۰ تبدیل شود که در یک مسابقه بوندسلیگا دو بار گلزنی کرده‌است. در ۲۴ اکتبر ۲۰۱۸، او همچنین اولین بازیکن متولد دهه ۲۰۰۰ بود که در لیگ قهرمانان اروپا برای دورتموند مقابل اتلتیکو مادرید توانست گلزنی کند.
در طی تساوی ۳–۳ مقابل هوفنهایم در ۹ فوریهٔ ۲۰۱۹، او جوانترین بازیکن تاریخ شد که در یک فصل بوندسلیگا ۸ گل به ثمر رسانده و رکوردی را که قبلاً در اختیار کریستین ووک را شکست. در اواخر همان ماه، پس از گلزنی در پیروزی ۳–۲ مقابل بایر لورکوزن، او رکورد لوکاس پودولسکی را شکست و به جوانترین بازیکن با ۱۸ سال و ۳۳۶ روز تبدیل شد که ۹ گل در بوندسلیگا به ثمر رساند. در ۱۳ آوریل، سانچو در پیروزی ۲–۱ مقابل ماینتس یک گل به ثمر رساند و با انجام این کار به جوانترین بازیکن تاریخ دورتموند تبدیل شد که حداقل ۱۰ گل در یک فصل بوندسلیگا به ثمر رسانده‌است. پس از پایان لیگ سانچو با عملکرد قابل توجه‌ای که داشت ۱۲ گل به ثمر رساند و ۱۴ پاس‌گل نیز داد، سانچو در تیم منتخب فصل ۲۰۱۹–۲۰۱۸ بوندسلیگا قرار گرفت.
موفقیت پیش فصل ۲۰۲۰–۲۰۱۹ سانچو ادامه یافت و در پیروزی ۲–۰ سوپر جام فوتبال آلمان مقابل بایرن مونیخ در ۳ اوت ۲۰۱۹ گلزنی کرد. در اواخر همین ماه، سانچو با دورتموند قرارداد خود را تمدید کرد. او در ماه نوامبر در جایزه پسر طلایی نایب قهرمان شد. ماه بعد، او در جایزه کوپا نایب قهرمان شد. گل سانچو در تساوی ۳–۳ دورتموند مقابل لایپزیگ در ۱۷ دسامبر به این معنی بود که او در ۷ بازی متوالی برای این باشگاه گلزنی کرده بود (از جمله در بازی‌های لیگ قهرمانان اروپا مقابل بارسلونا و اسلاویا پراگ) و تعداد گل‌های خود را به ۱۵ گل رساند و ۱۶ پاس‌گل داد. ۳ گل و ۳ پاس‌گل سانچو در ۵ بازی بوندسلیگا در فوریهٔ ۲۰۲۰ باعث شد که او برای دومین بار در دوران حرفه ای خود به عنوان بهترین بازیکن ماه بوندسلیگا انتخاب شود.
در ۳۱ مه ۲۰۲۰، سانچو اولین هت‌تریک دوران حرفه ای خود را در برد ۶–۱ خارج از خانه مقابل پادربورن به ثمر رساند. او پس از به ثمر رساندن اولین گل خود، پیراهن خود را برداشت تا پیراهنی با پیام «عدالت برای جورج فلوید» بدهد و به کشته‌شدن جورج فلوید واکنش نشان دهد.
در ۱۳ مه ۲۰۲۱، سانچو در پیروزی ۴–۱ مقابل لایپزیگ در فینال دی‌اف‌بی-پوکال یک گل زد.

### منچستریونایتد

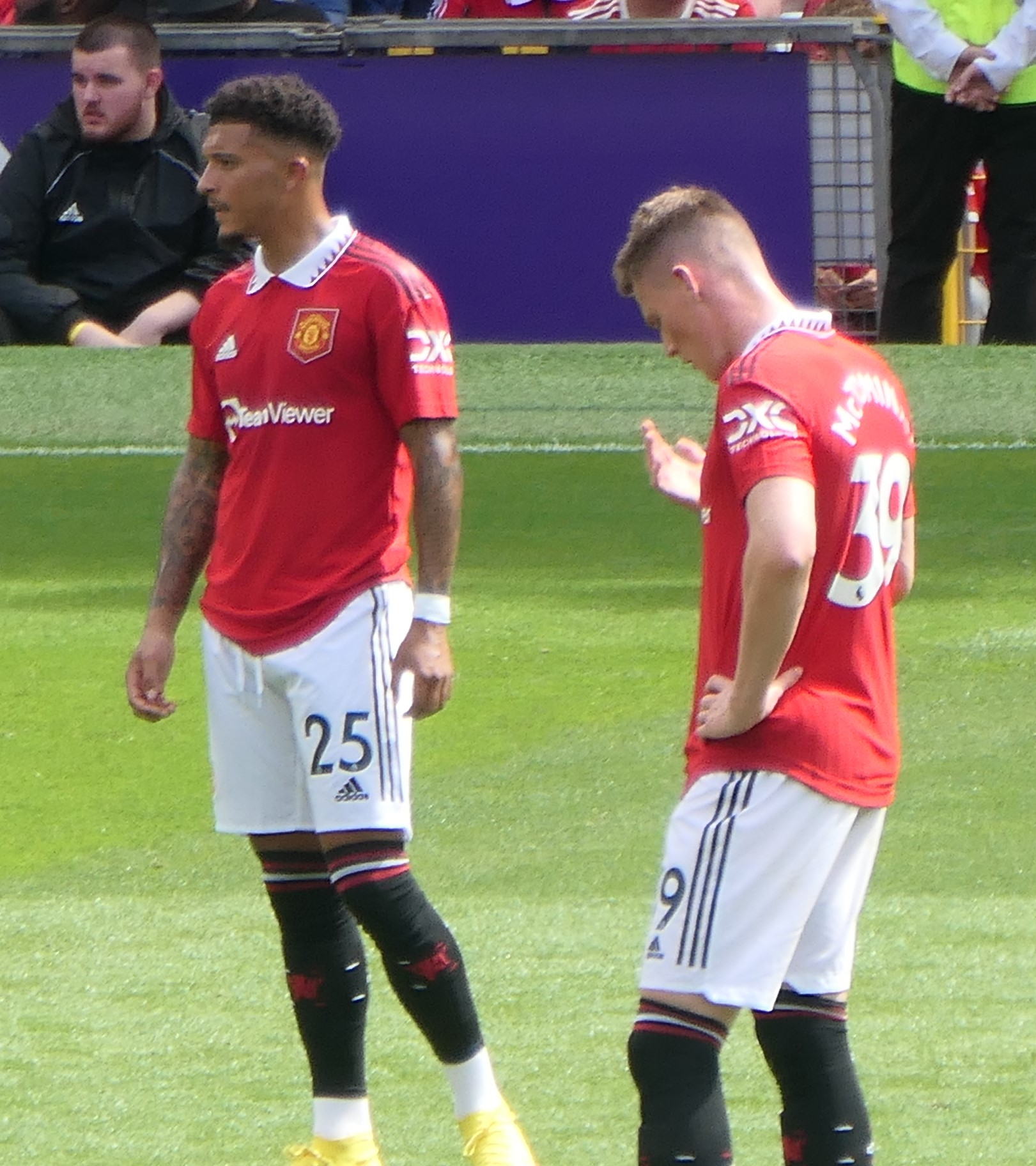
سانچو (چپ) در حال بازی برای منچستریونایتد در سال ۲۰۲۲

در ۱ ژوئیه ۲۰۲۱، اعلام شد که منچستریونایتد و دورتموند برای انتقال سانچو به توافق رسیده‌اند و قرار شد پس از جام ملت‌های اروپا ۲۰۲۰ سانچو پس از شرکت در تست‌های پزشکی، قرارداد خود را با منچستریونایتد رسمی کند. این انتقال در ۲۳ ژوئیه ۲۰۲۱، پس از امضای قرارداد ۶ ساله (۱ سال توافقی) با سانچو تکمیل شد. پیراهن شماره ۲۵ که آخرین بار بر تن اودیون ایگالو بود، به او داده شد. در ۱۴ اوت ۲۰۲۱، او اولین بازی خود را به عنوان یار تعویضی به‌جای دنیل جیمز در برد ۵–۱ خانگی در لیگ، مقابل لیدز یونایتد انجام داد. در ۲۳ نوامبر ۲۰۲۱، او اولین گل خود را برای باشگاه منچستریونایتد، مقابل ویارئال به ثمر رساند تا منچستریونایتد به مرحله حذفی لیگ قهرمانان اروپا حضور پیدا کند. پنج روز بعد او اولین گل خود را در لیگ برتر مقابل چلسی به ثمر رساند.
سانچو اولین گل خود در فصل ۲۰۲۳–۲۰۲۲ را در پیروزی ۲–۱ خانگی مقابل لیورپول در ۲۲ اوت ۲۰۲۲ به ثمر رساند.

## عملکرد ملی

### رده جوانان
سانچو سابقهٔ‌ی بازی در رده جوانان انگلیس در سطوح زیر ۱۶، زیر ۱۷ و زیر ۱۹ سال در کارنامه خود را دارد.
در ماه می ۲۰۱۷، سانچو جزو تیم زیر ۱۷ سال انگلیس بود که به فینال مسابقات قهرمانی زیر ۱۷ سال اروپا راه یافت و به دلیل عملکرد خود به عنوان بهترین بازیکن مسابقات انتخاب شد.
در سپتامبر ۲۰۱۷، سانچو در لیست تیم ملی انگلیس برای جام جهانی فوتبال زیر ۱۷ سال ۲۰۱۷ قرار گرفت، اما باشگاه دورتموند در برابر این دعوت مقاومت کرد. دو طرف در نهایت به توافق رسیدند که او برای مرحله گروهی رقابت‌ها در دسترس باشد، اما در صورت صعود انگلیس به دور حذفی، حضور او تضمین نشده بود. در ۸ اکتبر ۲۰۱۷، او در اولین بازی زیر ۱۷ سال انگلستان، مقابل شیلی، دو گل زد. در ۱۶ اکتبر، در جریان بازی دور یک‌هشتم نهایی انگلیس مقابل ژاپن، او توسط دورتموند از مسابقات کنار رفت.
در ۲ نوامبر ۲۰۱۷، سانچو برای اولین بار به تیم زیر ۱۹ سال انگلیس دعوت شد و برای مسابقات مقدماتی قهرمانی زیر ۱۹ سال اروپا ۲۰۱۸ مقابل جزایر فارو، ایسلند و تیم میزبان گروه ۸ بلغارستان به تیم ملی زیر ۱۹ سال انگلیس ملحق شد. او اولین شروع خود را در سطح زیر ۱۹ سال در پیروزی ۶–۰ مقابل جزایر فارو انجام داد که ۷۰ دقیقه به طول انجامید و سپس به جای بن برریتون تعویض شد. او در دقیقه ۶۶ در پیروزی مقابل ایسلند جایگزین برریتون شد که صعود به دور اول را تضمین کرد. او تنها گل بازی را در مقابل بلغارستان به ثمر رساند تا به انگلیس کمک کند تا در گروه خود بالاتر رود. سانچو که به عنوان یار تعویضی بجای برریتون وارد زمین شد، آخرین گل را در پیروزی ۴–۱ انگلیس مقابل مجارستان در اولین بازی دور برتر در ۲۱ مارس ۲۰۱۸ به ثمر رساند.

### رده بزرگسالان
پس از شروعی چشمگیر سانچو در فصل ۲۰۱۹–۲۰۱۸، سانچو برای اولین بار در ۴ اکتبر ۲۰۱۸ به تیم بزرگسالان انگلیس دعوت شد تا برای بازی‌های لیگ ملت‌های اروپا مقابل کرواسی و اسپانیا آماده شود. او اولین بازی خود را به عنوان یک تعویض دقیقه ۷۸ مقابل کرواسی در ۱۲ اکتبر، در تساوی ۰–۰ خارج از خانه انجام داد. در ۲۲ مارس ۲۰۱۹، سانچو اولین بازی رقابتی خود را برای انگلیس در برد ۵–۰ آنها مقابل جمهوری چک در ورزشگاه ومبلی برای مسابقه مقدماتی یورو ۲۰۲۰ یوفا آغاز کرد. در طول مسابقات بین‌المللی سپتامبر، سانچو اولین گل‌های خود را برای تیم بزرگسالان به ثمر رساند.
در ۱۱ ژوئیه ۲۰۲۱، سانچو به عنوان تعویض در دقیقه ۱۲۰ به جای کایل واکر در جریان فینال جام ملت‌های اروپا ۲۰۲۰ مقابل ایتالیا وارد زمین شد. او چهارمین پنالتی انگلیس را در ضربات بعدی زد که توسط جانلوئیجی دوناروما مهار شد. پس از باخت ۳–۲ در ضربات پنالتی، سانچو به همراه مارکوس راشفورد و بوکایو ساکا (که پنالتی‌ها را از دست دادند) در معرض پیام‌های توهین آمیز نژادپرستانه در رسانه‌های اجتماعی قرار گرفتند.

## سبک بازی
"به نظر من جیدون سانچو، در دوئل‌های تک به تک و به عنوان پاسور و گلزن، فوق العاده خطرناک است. او پتانسیل زیادی دارد."

— سرمربی سابق منچستر یونایتد، الکس فرگوسن.
سانچو می‌تواند به عنوان مهاجم دوم یا هافبک سایه به‌طور معمول در ترکیب ۴–۲–۳–۱ دورتموند در هر دو جناح حمله عمل کند. «پروژه بازیکن جوان» دورتموند به سانچو کمک کرد تا در نقطه کانونی حمله در کنار هسته‌ای از ستاره‌های جوان با استعدادی مانند ارلینگ هالند، جیووانی رینا و جود بلینگام عمل کند.

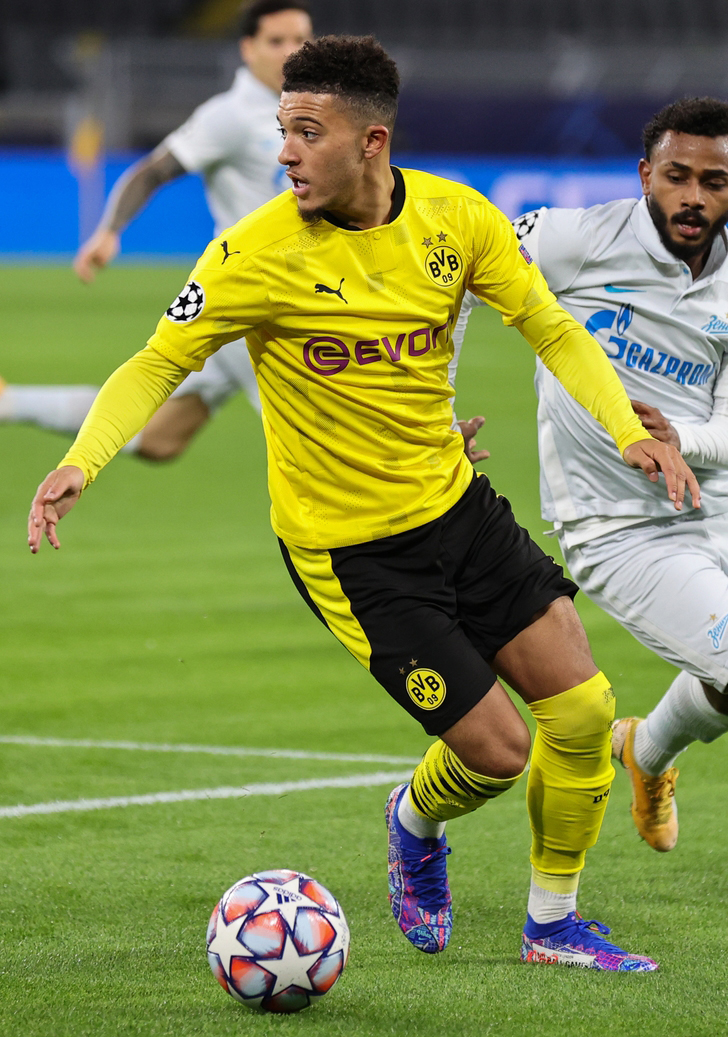
سانچو در حال بازی برای دورتموند در سال ۲۰۲۰

سانچو که به عنوان بازیکنی سریع، بسیار تکنیکی و خلاق، با مهارت‌های عالی دریبلینگ و کنترل توپ در نظر گرفته می‌شود، به حقه بازی و استفاده از فانتزی در موقعیت‌های تک به تک معروف است و به عنوان یکی از بهترین بازیکنان جوان جهان توصیف شده‌است. اگرچه او به‌طور خاص به دلیل توانایی‌اش در عبور از حریفان و ایجاد موقعیت برای هم تیمی‌ها شناخته شده‌است، اما خودش نیز قادر به گلزنی است.

## آمار

### آمار باشگاهی
تا ۲۲ اکتبر ۲۰۲۲
| باشگاه               | فصل                  | لیگ                      | لیگ  | لیگ | جام حذفی | جام حذفی | جام لیگ | جام لیگ | اروپا | اروپا | دیگر | دیگر | مجموع | مجموع |
| باشگاه               | فصل                  | لیگ                      | بازی | گل  | بازی     | گل       | بازی    | گل      | بازی  | گل    | بازی | گل   | بازی  | گل    |
| -------------------- | -------------------- | ------------------------ | ---- | --- | -------- | -------- | ------- | ------- | ----- | ----- | ---- | ---- | ----- | ----- |
| دورتموند بی          | ۲۰۱۷–۲۰۱۸            | لیگ منطقه‌ای غرب          | ۳    | ۰   | —        | —        | —       | —       | —     | —     | —    | —    | ۳     | ۰     |
| مجموع دورتموند بی    | مجموع دورتموند بی    | مجموع دورتموند بی        |      |     | —        | —        | —       | —       | —     | —     | —    | —    |       |       |
| دورتموند             | ۲۰۱۷–۲۰۱۸            | بوندسلیگا                | ۱۲   | ۱   | ۰        | ۰        | —       | —       | ۰     | ۰     |      |      | ۱۲    | ۱     |
| دورتموند             | ۲۰۱۸–۲۰۱۹            | بوندسلیگا                | ۳۴   | ۱۲  | ۲        | ۰        | —       | —       | ۷     | ۱     | ۴۳   | ۱۳   |       |       |
| دورتموند             | ۲۰۱۹–۲۰۲۰            | بوندسلیگا                | ۳۲   | ۱۷  | ۳        | ۰        | —       | —       |       | ۲     | ۱۸   | ۱    | ۴۴    | ۲۰    |
| دورتموند             | ۲۰۲۰–۲۰۲۱            | بوندسلیگا                | ۲۶   | ۸   | ۶        | ۶        | —       | —       | ۶     | ۲     | ۰    | ۰    | ۳۸    | ۱۶    |
| مجموع دورتموند       | مجموع دورتموند       | مجموع دورتموند           | ۱۰۵  | ۳۸  | ۱۱       | ۶        | —       | —       | ۲۱    | ۵     | ۱    | ۱    | ۱۳۷   | ۵۰    |
| منچستر یونایتد       | ۲۰۲۱–۲۰۲۲            | لیگ برتر فوتبال انگلستان | ۲۹   | ۳   | ۱        | ۱        | ۱       | ۰       | ۷     | ۱     | —    | —    | ۳۸    | ۵     |
| منچستر یونایتد       | ۲۰۲۲–۲۰۲۳            | لیگ برتر فوتبال انگلستان | ۱۰   | ۲   | ۰        | ۰        | ۰       | ۰       | ۴     | ۱     | —    | —    | ۱۴    | ۳     |
| مجموع منچستر یونایتد | مجموع منچستر یونایتد | مجموع منچستر یونایتد     | ۳۹   | ۵   | ۱        | ۱        | ۱       | ۰       | ۱۱    | ۲     | —    | —    | ۸     | ۸     |
| مجموع آمار           | مجموع آمار           | مجموع آمار               | ۱۴۶  | ۴۳  | ۱۲       | ۷        | ۱       | ۰       | ۳۲    | ۷     | ۱    | ۱    | ۱۹۲   | ۵۸    |

### آمار ملی
| تیم ملی فوتبال انگلستان | تیم ملی فوتبال انگلستان | تیم ملی فوتبال انگلستان |
| سال                     | بازی                    | گل                      |
| ----------------------- | ----------------------- | ----------------------- |
| ۲۰۱۸                    | ۳                       | ۰                       |
| ۲۰۱۹                    | ۸                       | ۲                       |
| ۲۰۲۰                    | ۷                       | ۱                       |
| ۲۰۲۱                    | ۵                       | ۰                       |
| مجموع                   | ۲۳                      | ۳                       |

### گل‌های ملی
| تعداد | تاریخ           | میزبان              | بازی ملی | حریف          | نتیجه | رقابت                               |
| ----- | --------------- | ------------------- | -------- | ------------- | ----- | ----------------------------------- |
| ۱     | ۱۰ سپتامبر ۲۰۱۹ | انگلستان ساوت‌همپتون | ۸        | کوزوو         | ۵–۳   | مرحله مقدماتی جام ملت‌های اروپا ۲۰۲۰ |
| ۲     | ۱۰ سپتامبر ۲۰۱۹ | انگلستان ساوت‌همپتون | ۸        | کوزوو         | ۵–۳   | مرحله مقدماتی جام ملت‌های اروپا ۲۰۲۰ |
| ۳     | ۱۰ نوامبر ۲۰۲۰  | انگلستان لندن       | ۱۲       | جمهوری ایرلند | ۳–۰   | دوستانه                             |

## افتخارات

### باشگاهی
دورتموند
- جام حذفی آلمان (۱): ۲۱–۲۰۲۰
- سوپر جام آلمان (۱): ۲۰۱۹
- نایب‌قهرمانی لیگ قهرمانان اروپا (۱): ۲۴–۲۰۲۳

منچستر یونایتد
- جام اتحادیه انگلستان (۱): ۲۳–۲۰۲۲
- نایب‌قهرمانی جام حذفی انگلستان (۱): ۲۳–۲۰۲۲
- نایب‌قهرمانی جام خیریه انگلستان (۱): ۲۰۲۴

چلسی
- لیگ کنفرانس اروپا: ۲۰۲۴–۲۵[۶۷]

### ملی
انگلستان زیر ۱۷ سال
- جام جهانی زیر ۱۷ سال (۱): ۲۰۱۷
- نایب‌قهرمانی جام ملت‌های اروپا زیر ۱۷ سال (۱): ۲۰۱۷

انگلستان
- نایب‌قهرمانی جام ملت‌های اروپا (۱): ۲۰۲۰
- مقام سوم لیگ ملت‌های اروپا (۱): ۱۹–۲۰۱۸

### فردی
- بازیکن طلایی جام ملت‌های اروپا زیر ۱۷ سال (۱): ۲۰۱۷
- بهترین تیم جام ملت‌های اروپا زیر ۱۷ سال (۱): ۲۰۱۷
- بهترین بازیکن ماه بوندس‌لیگا (۳): اکتبر ۲۰۱۸، فوریه ۲۰۲۰، فوریه ۲۰۲۱
- بهترین گل ماه بوندس‌لیگا (۱): فوریه ۲۰۱۹
- بهترین تیم فصل بوندس‌لیگا (۲): ۱۹–۲۰۱۸، ۲۰–۲۰۱۹
- بهترین تیم فصل طبق کیکر (۲): ۱۹–۲۰۱۸، ۲۰–۲۰۱۹
- بهترین تازه‌وارد فصل بوندس‌لیگا طبق وی‌دی‌وی (۱): ۱۹–۲۰۱۸
- بهترین تیم فصل بوندس‌لیگا طبق وی‌دی‌وی (۲): ۱۹–۲۰۱۸، ۲۰–۲۰۱۹
- بهترین بازیکن زیر ۱۹ سال طبق وبگاه گل (۱): ۲۰۱۹
- بهترین گلزن جام حذفی آلمان (۱): ۲۱–۲۰۲۰